# 莱斯特·摩根
莱斯特·摩根（西班牙語：Lester Morgan，1976年5月2日—2002年11月1日），哥斯达黎加男子足球运动员，司职守门员。他曾代表哥斯达黎加国家队参加2002年国际足联世界杯，结果队伍止步小组赛阶段。